# 哈德任斯克
44°26′N 39°32′E / 44.433°N 39.533°E
哈德任斯克（俄语：Хадыженск）是俄羅斯克拉斯諾達爾邊疆區東部的一個城市。距克拉斯諾達爾東南113公里。2002年人口21,286人。
1864年建立，1949年設市。